# Linia Duranda

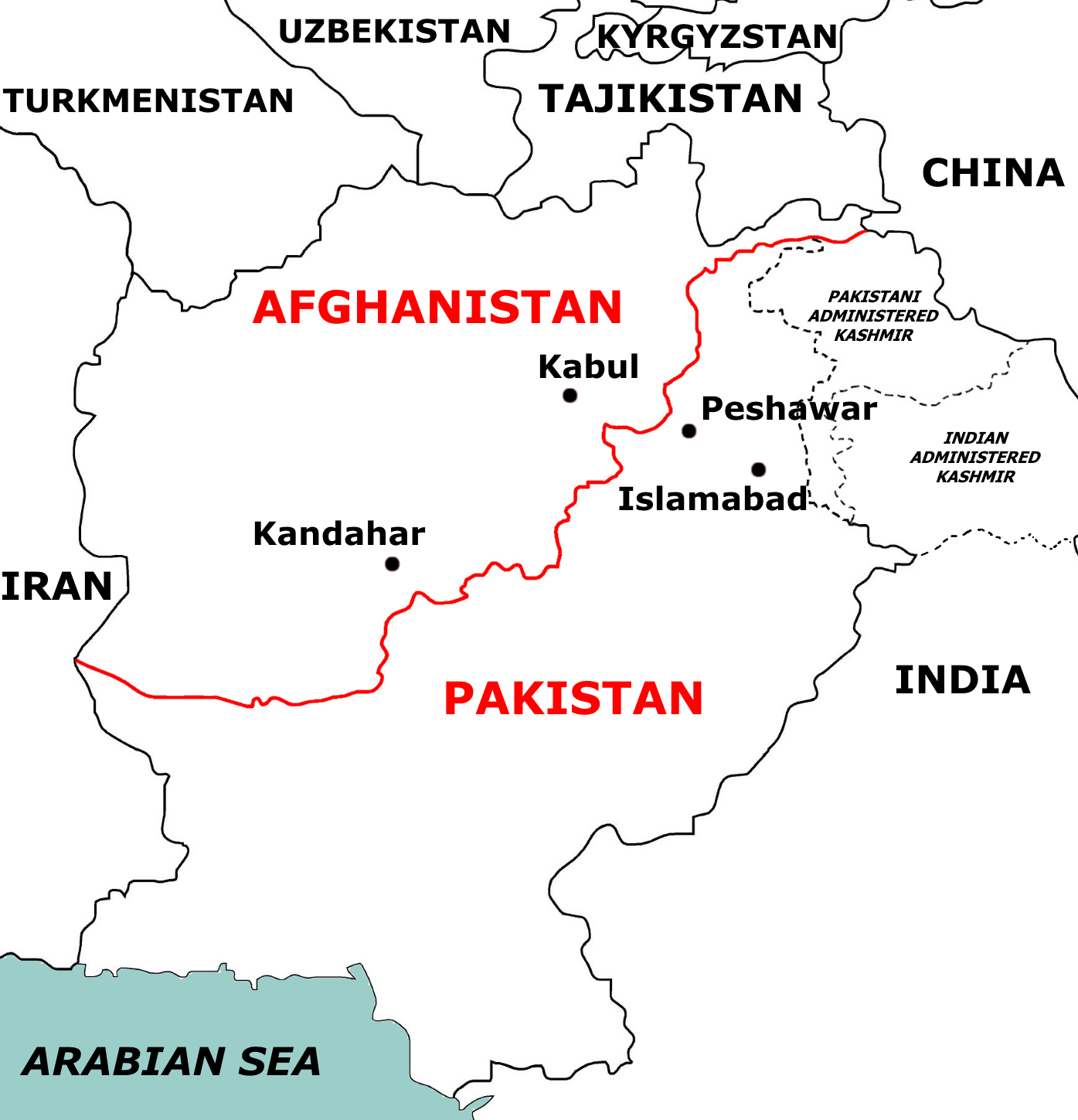
Linia Duranda zaznaczona czerwoną kreską

Linia Duranda – linia rozciągająca się na długości 2640 kilometrów (1610 mil angielskich) stanowiąca granicę między Afganistanem a Pakistanem.
Granica między brytyjskimi posiadłościami w Indiach a Afganistanem ustalona została w 1893 r. Nazwę dla tej linii na mapie, którą następnie poprowadzono w terenie wzięto od nazwiska Sir Mortimera Duranda, sekretarza spraw zagranicznych w rządzie Indii Brytyjskich.
Pomijając tereny pustyni Registan – 84% jej długości poprowadzona jest wyraźnymi granicami fizjograficznymi (biegi rzek lub grzbiety górskie). Pomimo to jest uznawana za granicę sztuczną, gdyż dzieli terytoria zamieszkane przez Pasztunów pomiędzy dwa państwa.